# Cucoiu
Cucoiu – wieś w Rumunii, w okręgu Vâlcea, w gminie Titești. W 2011 roku liczyła 131 mieszkańców.